# Astro Hua Hee Dai
Astro Hua Hee Dai is een Maleisische televisiezender waar voor betaald moet worden om te kunnen kijken. De zender wordt beheerd door Astro. Deze 24-uurszender gebruikt hoofdzakelijk een variant van het Minnanyu als voertaal. De zender richt zich vooral op gemeenschappen die dit dialect spreken. Deze wonen vooral in Penang en Johor. Astro Hua Hee Dai is de vierde Chinese televisiezender die via de satelliet te ontvangen is. De zender bestaat sinds november 2007.